# IND Second Avenue Line
| Bahnhof 96th Street kurz vor Eröffnung |                      |                                                                      |                                                                      |
| Die geplante Strecke im U-Bahn-Netzplan |                      |                                                                      |                                                                      |
| Streckenlänge: | 13,7 km              |                                                                      |                                                                      |
| Spurweite: | 1435 mm (Normalspur) |                                                                      |                                                                      |
| |                      |                                                                      |                                                                      |
| \| \| \| \| \| \| \| \| 125th Street IRT Lexington Avenue Line \| \| \| \| \| Abstellgleise und Vorleistungenfür spätere Verlängerung in die Bronx \| \| \| \| \| 116th Street \| \| \| \| \| 106th Street \| \| \| \| \| 96th Street seit Januar 2017 \| \| \| \| \| 86th Street seit Januar 2017 \| \| \| \| \| 72nd Street seit Januar 2017 \| \| \| \| \| zur BMT 63rd Street Line \| \| \| \| \| IND 63rd Street Line \| \| \| \| \| BMT Broadway Line \| \| \| \| \| 55th Street IND Queens Boulevard Line \| \| \| \| \| 42nd Street IRT Flushing Line \| \| \| \| \| 34th Street \| \| \| \| \| 23rd Street \| \| \| \| \| 14th Street BMT Canarsie Line \| \| \| \| \| Houston Street IND Sixth Avenue Line \| \| \| \| \| Chrystie Street Connection zur Williamsburg Bridge \| \| \| \| \| BMT Nassau Street Line \| \| \| \| \| Grand Street Chrystie Street Connection zur Manhattan Bridge \| \| \| \| \| BMT Broadway Line zur Manhattan Bridge \| \| \| \| \| Chatham Square \| \| \| \| \| Seaport \| \| \| \| \| IND Eighth Avenue Line \| \| \| \| \| IRT Broadway – Seventh Avenue Line \| \| \| \| \| Hanover Square \| \| |                      |                                                                      |                                                                      |
| |                      |                                                                      |                                                                      |
| U-Bahn-Turmbahnhof mit Tunnelstrecke (Strecke geradeaus außer Betrieb) (im Tunnel) |                      | 125th Street IRT Lexington Avenue Line                               | 125th Street IRT Lexington Avenue Line                               |
| U-Bahn-Abzweig geradeaus und von links (Strecke außer Betrieb) (im Tunnel) |                      | Abstellgleise und Vorleistungenfür spätere Verlängerung in die Bronx | Abstellgleise und Vorleistungenfür spätere Verlängerung in die Bronx |
| U-Bahn-Haltepunkt / Haltestelle (Strecke außer Betrieb) (im Tunnel) |                      | 116th Street                                                         | 116th Street                                                         |
| U-Bahn-Haltepunkt / Haltestelle (Strecke außer Betrieb) (im Tunnel) |                      | 106th Street                                                         | 106th Street                                                         |
| U-Bahn-Kopfbahnhof Strecke bis hier außer Betrieb (im Tunnel) |                      | 96th Street seit Januar 2017                                         | 96th Street seit Januar 2017                                         |
| U-Bahn-Haltepunkt / Haltestelle (im Tunnel) |                      | 86th Street seit Januar 2017                                         | 86th Street seit Januar 2017                                         |
| U-Bahn-Haltepunkt / Haltestelle (im Tunnel) |                      | 72nd Street seit Januar 2017                                         | 72nd Street seit Januar 2017                                         |
| U-Bahn-Abzweig ehemals geradeaus und nach halbrechts (im Tunnel) |                      | zur BMT 63rd Street Line                                             | zur BMT 63rd Street Line                                             |
| U-Bahn-Kreuzung mit Tunnelstrecke (Strecke geradeaus außer Betrieb) (im Tunnel) |                      | IND 63rd Street Line                                                 | IND 63rd Street Line                                                 |
| U-Bahn-Kreuzung mit Tunnelstrecke (Strecke geradeaus außer Betrieb) (im Tunnel) |                      | BMT Broadway Line                                                    | BMT Broadway Line                                                    |
| U-Bahn-Turmbahnhof mit Tunnelstrecke (Strecke geradeaus außer Betrieb) (im Tunnel) |                      | 55th Street IND Queens Boulevard Line                                | 55th Street IND Queens Boulevard Line                                |
| U-Bahn-Turmbahnhof mit Tunnelstrecke (Strecke geradeaus außer Betrieb) (im Tunnel) |                      | 42nd Street IRT Flushing Line                                        | 42nd Street IRT Flushing Line                                        |
| U-Bahn-Haltepunkt / Haltestelle (Strecke außer Betrieb) (im Tunnel) |                      | 34th Street                                                          | 34th Street                                                          |
| U-Bahn-Haltepunkt / Haltestelle (Strecke außer Betrieb) (im Tunnel) |                      | 23rd Street                                                          | 23rd Street                                                          |
| U-Bahn-Turmbahnhof mit Tunnelstrecke (Strecke geradeaus außer Betrieb) (im Tunnel) |                      | 14th Street BMT Canarsie Line                                        | 14th Street BMT Canarsie Line                                        |
| U-Bahn-Turmbahnhof mit Tunnelstrecke (Strecke geradeaus außer Betrieb) (im Tunnel) |                      | Houston Street IND Sixth Avenue Line                                 | Houston Street IND Sixth Avenue Line                                 |
| U-Bahn-Kreuzung mit Tunnelstrecke (Strecke geradeaus außer Betrieb) (im Tunnel) |                      | Chrystie Street Connection zur Williamsburg Bridge                   | Chrystie Street Connection zur Williamsburg Bridge                   |
| U-Bahn-Kreuzung mit Tunnelstrecke (Strecke geradeaus außer Betrieb) (im Tunnel) |                      | BMT Nassau Street Line                                               | BMT Nassau Street Line                                               |
| U-Bahn-Turmbahnhof mit Tunnelstrecke (Strecke geradeaus außer Betrieb) (im Tunnel) |                      | Grand Street Chrystie Street Connection zur Manhattan Bridge         | Grand Street Chrystie Street Connection zur Manhattan Bridge         |
| U-Bahn-Kreuzung mit Tunnelstrecke (Strecke geradeaus außer Betrieb) (im Tunnel) |                      | BMT Broadway Line zur Manhattan Bridge                               | BMT Broadway Line zur Manhattan Bridge                               |
| U-Bahn-Haltepunkt / Haltestelle (Strecke außer Betrieb) (im Tunnel) |                      | Chatham Square                                                       | Chatham Square                                                       |
| U-Bahn-Haltepunkt / Haltestelle (Strecke außer Betrieb) (im Tunnel) |                      | Seaport                                                              | Seaport                                                              |
| U-Bahn-Kreuzung mit Tunnelstrecke (Strecke geradeaus außer Betrieb) (im Tunnel) |                      | IND Eighth Avenue Line                                               | IND Eighth Avenue Line                                               |
| U-Bahn-Kreuzung mit Tunnelstrecke (Strecke geradeaus außer Betrieb) (im Tunnel) |                      | IRT Broadway – Seventh Avenue Line                                   | IRT Broadway – Seventh Avenue Line                                   |
| U-Bahn-Kopfbahnhof Streckenende (Strecke außer Betrieb) (im Tunnel) |                      | Hanover Square                                                       | Hanover Square                                                       |

Die IND Second Avenue Line oder Second Avenue Subway (SAS) ist eine U-Bahn-Strecke der New York City Subway in Manhattan. In Betrieb ist seit 2017 ein Streckenabschnitt unter der Second Avenue mit drei neuen U-Bahnhöfen. Der Bau dieses Abschnitts begann im Jahr 2007 und stellte die erste größere Erweiterung des New Yorker U-Bahn-Netzes seit knapp fünf Jahrzehnten dar.
Die Second Avenue Subway war als Ersatz der früheren Hochbahnstrecken IRT Second Avenue und IRT Third Avenue Lines vorgesehen, die kurz vor bzw. kurz nach dem Zweiten Weltkrieg abgebaut wurden. Wegen knapper Finanzen und anderer Schwierigkeiten konnte der Bau erst knapp 50 Jahre nach Einstellung der alten Hochbahnen begonnen werden.
Die parallel verlaufende IRT Lexington Avenue Line (Linien 4, 5 und 6) blieb unterdessen die einzige U-Bahn-Strecke östlich des Central Park und mit bis zu 1,3 Millionen täglichen Passagieren die am stärksten genutzte U-Bahn-Strecke Amerikas.

## Geschichte

### Erste Planungen und später Baubeginn
Erstmals vorgeschlagen wurde die Strecke im Jahr 1919. 1929 wurde die Strecke als sechsgleisige Stammstrecke mit langen Zweigstrecken in den Vororten als Teil der zweiten Baustufe des städtischen „Independent Subway System“ (IND) geplant. Die Weltwirtschaftskrise verhinderte jedoch den Bau, spätestens mit Eintritt der USA in den Zweiten Weltkrieg wurde der Plan zurückgestellt.
Nach weiteren Versuchen (u. a. 1944, 1951) wurde der Bau 1962 beschlossen und begann dann am 27. Oktober 1972 mit einer Grundsteinlegung an der Kreuzung Second Avenue/East 103rd Street. Nach drei Jahren kam es zu einem Baustopp, da die Stadt zwischenzeitlich große finanzielle Schwierigkeiten bekam. Drei Tunnelabschnitte waren zu dem Zeitpunkt im Rohbau fertig gestellt und werden seitdem für eine spätere Verwendung instand gehalten.:B3

### Unterteilung in Bauphasen
Nach zögerlichen Anfängen Anfang der 1990er Jahre prüfte man ab 1995 Möglichkeiten, den Verkehr auf der Ostseite Manhattans zu verbessern. Die favorisierte Variante enthielt eine neue U-Bahn-Strecke von der 125th Street bis zur 63rd Street.
2003 wurde schließlich mit der Planung einer Strecke bis zum Südteil der Halbinsel begonnen. Das Projekt wurde in vier Bauphasen eingeteilt:
- Phase 1 von der 96th Street bis zur 72nd Street und weiter über einen bis dahin ungenutzten Verbindungstunnel zur BMT Broadway Line ist in Betrieb.
- In Phase 2 soll die Strecke im Norden bis zur 125th Street verlängert werden, wo Umsteigemöglichkeiten zur IRT Lexington Avenue Line und zur Metro-North Railroad entstehen sollen.
- Die Phasen 3 und 4 beinhalten eine Verlängerung der Strecke entlang der Ostseite der Halbinsel bis zum Hanover Square in Lower Manhattan

2007 wurde die Strecke erneut fest beschlossen, ursprünglich sollte die erste Phase 2012 abgeschlossen sein. Laut Aussagen aus dem Jahr 2014 sollten alle Phasen im Jahr 2029 vollendet sein, wozu es aber nicht kam. 
Bei Phase 1 fielen Kosten in Höhe von etwa 4,5 Milliarden Dollar an. Die durch die Aufteilung in Bauphasen zu erzielenden Einspareffekte beim Weiterbau konnten nicht umgesetzt werden, weil der Bau nach Phase 1 endete. Eine weitere Finanzierung war unklar.
Erst im Jahr 2021 und mit weiteren Kostenzusagen 2023 konnten die Mittel für Phase 2 gesichert werden. Für Phase 2 waren im Jahr 2021 Kosten in Höhe von 6,3 Milliarden Dollar für 2,4 Kilometer (1,5 Meilen) Neubaustrecke eingeplant, wobei ein seit den 1970er Jahren vorhandener Tunnel zwischen 110. und 120. Straße aktiviert werden soll. Für Phase 2 sagte die Bundesregierung im Jahr 2023 die Übernahme von 3,4 Milliarden Dollar der unterdessen auf 7,7 Milliarden Dollar veranschlagten Gesamtkosten zu.
Im Jahr 2024 schlug die Gouverneurin des Bundesstaates New York vor, anstelle der Phasen 3 und 4 eine unmittelbar an die Bauarbeiten für Phase 2 anschließende, westwärtige Verlängerung planen zu lassen. Diese Second Avenue Line West könnte entlang der 125. Straße durch Harlem bis Manhattanville führen. Drei neue Stationen an den Straßenkreuzungen mit der Lenox Avenue, Saint Nicholas Avenue und dem Broadway würden Umsteigemöglichkeiten zu den vorhandenen Strecken IRT Lenox Avenue Line, IND Eighth Avenue Line und IRT Broadway–Seventh Avenue Line schaffen.:169–170
Die Finanzierung für Phase 2 brach im Juni 2024 durch die kurzfristige Absage des Innenstadtmaut-Programms zusammen, mit dessen Erlösen die Metropolitan Transportation Authority 30 Prozent der Investitionen in ihrem Investitionsrahmenplan 2020–2024 über Öffentliche Anleihen finanzieren wollte. Die zugesagten Bundesmittel waren ohne den Eigenanteil der MTA in Höhe von 4,3 Milliarden Dollar nicht abrufbar. Die Ausschreibung der Bauleistungen und die bereits vergebenen, 182 Millionen Dollar umfassenden Aufträge zur Umlegung von Versorgungsleitungen im Baufeld wurden durch die MTA Mitte Juni 2024 storniert bzw. angehalten. Um die Leitungsarbeiten fortführen zu können, wies die Staatsregierung im Juli dem Projekt 54 Millionen Dollar zu.
Nach den Wahlen in den Vereinigten Staaten 2024 verkündete die Gouverneurin die Einführung der Innenstadtmaut zum 5. Januar 2025. Die Metropolitan Transportation Authority will mit den Erlösen öffentliche Anleihen im Umfang von 15 Milliarden Dollar finanzieren und beschloss im November 2024 den Weiterbau von Phase 2 der Second Avenue Subway. Im August 2025 beschloss die MTA, den Auftrag für den Tunnelbau für Phase 2 zu vergeben.

## Betriebskonzept
Als um Mitternacht des 1. Januar 2017 die erste Phase in Betrieb ging, wurde die U-Bahn-Linie Q Broadway Express aus Coney Island auf die Second Avenue umgelegt und verkehrt seither bis zur 96th Street. Die Strecke nach Astoria wurde daher seit dem 7. November 2016 vorbereitend von der wiedereingeführten Linie W Broadway Local bedient. Im Berufsverkehr und bei Unterbrechungen können auch andere Linien, etwa Fahrten der Linie N und der Linie R, auf die Second Avenue Line geleitet werden.
Zur Phase 2 sollte die Linie Q bis zur 125th Street verlängert werden. Bei einem Abschluss der Phasen 3 und 4 könnte eine neue Linie T Second Avenue Local eingeführt werden, die den nördlichen Abschnitt zusammen mit Linie Q und den südlichen Abschnitt alleine bedienen würde.

## Künstlerische Gestaltung
In der Station 72. Straße ist eine Serie von Wandbildern des Künstlers Vik Muniz angebracht, die den Titel Perfect Strangers trägt. Es handelt sich um lebensgroße Porträts real existierender Personen, darunter ein schwules Paar, welches sich an der Hand hält.

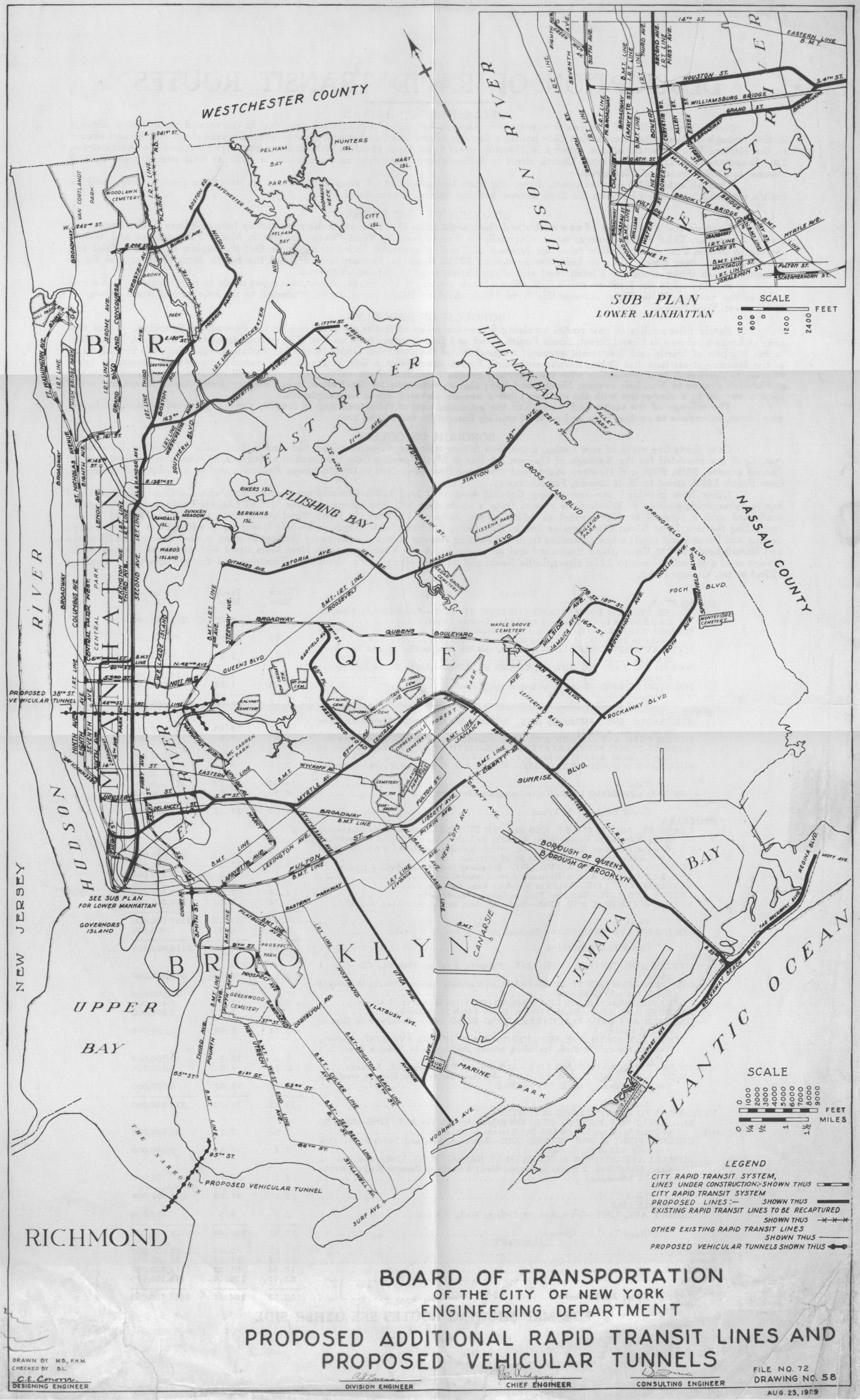
Ausbauplan des U-Bahn-Netzes von 1929 mit der Second Avenue Line
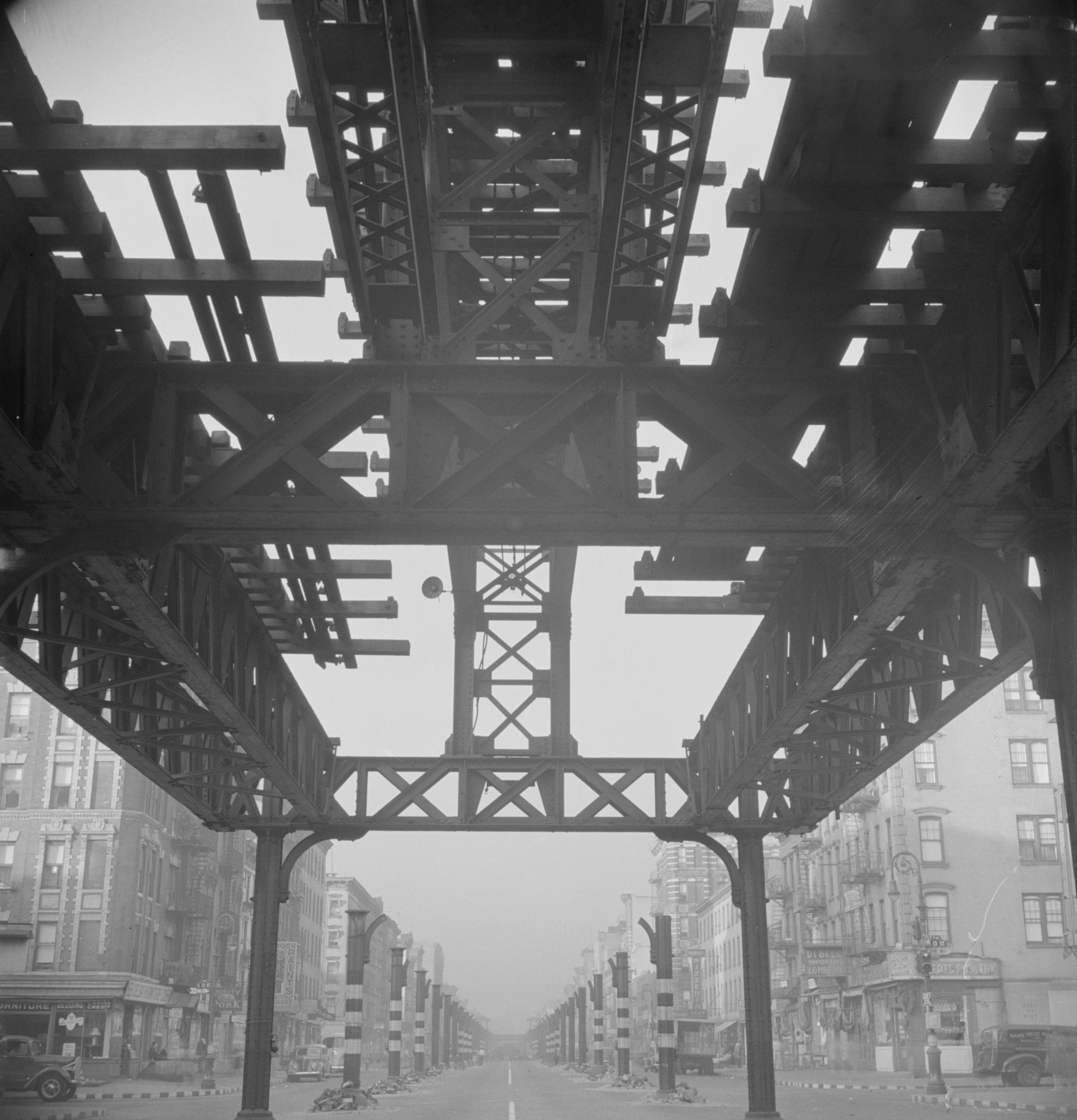
Abbau der Second Avenue Elevated im September 1942
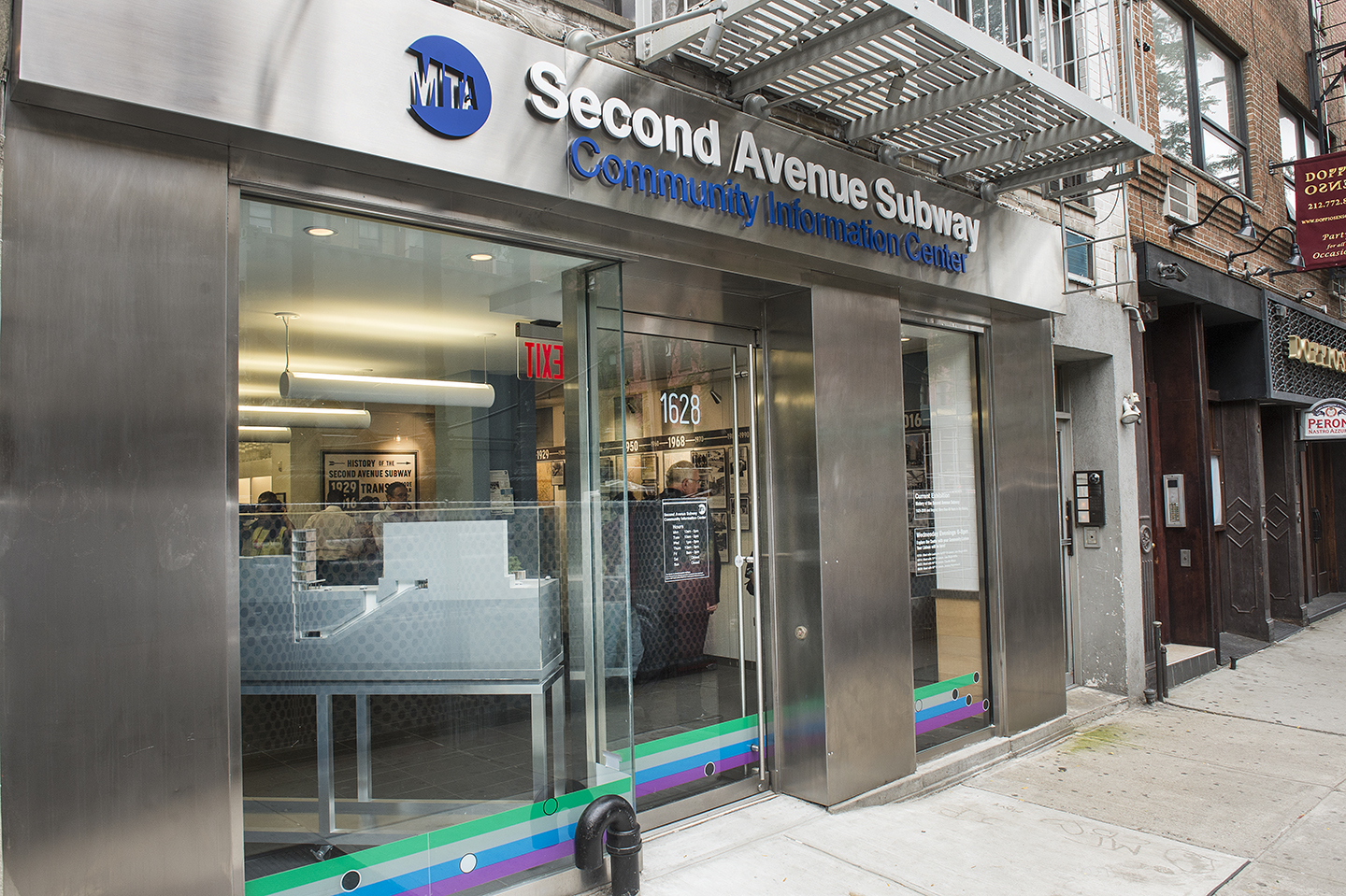
Informationszentrum zum Bauprojekt
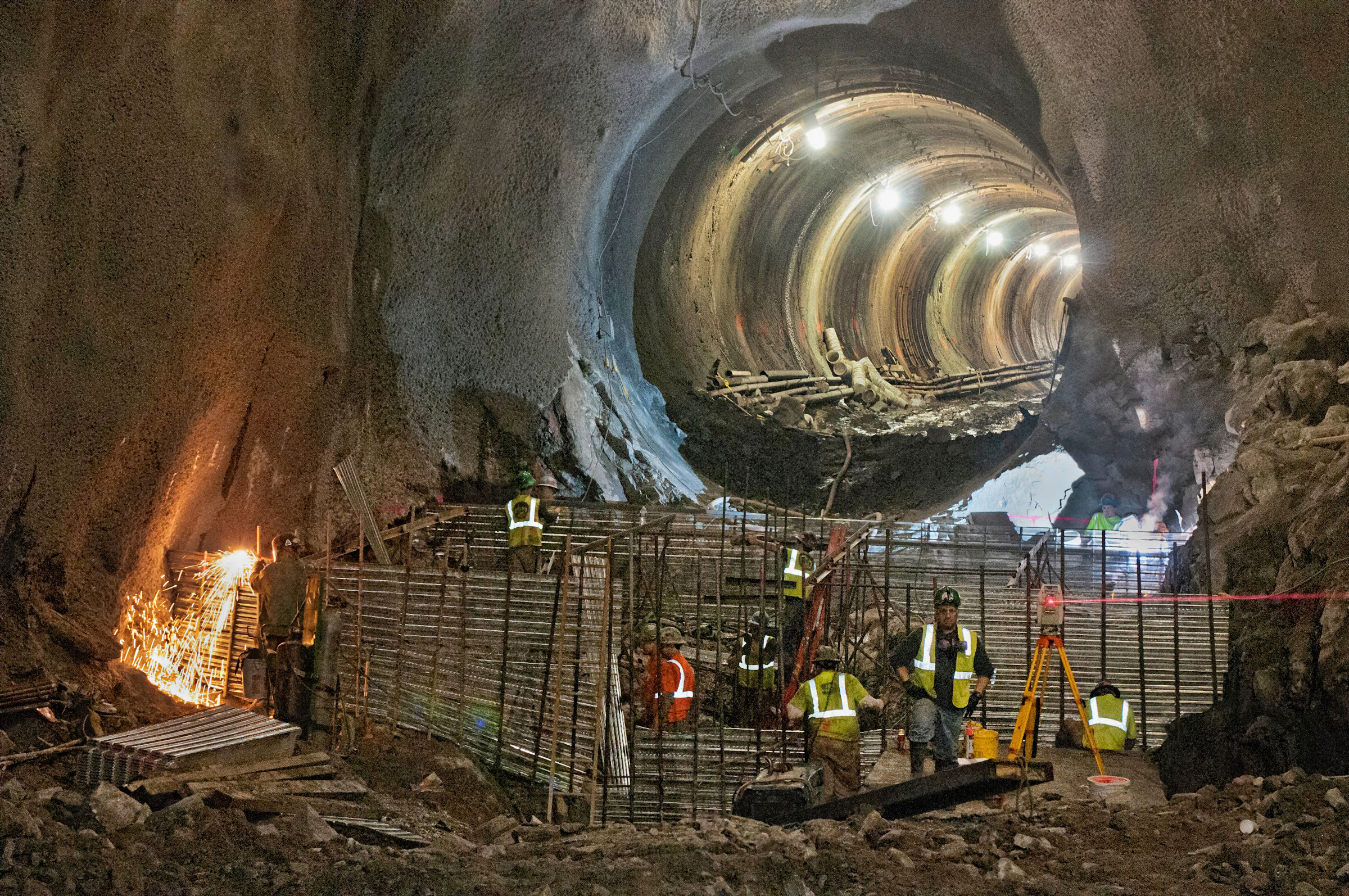
Bau des Bahnhofs 72nd Street der IND Second Avenue Line, 2012
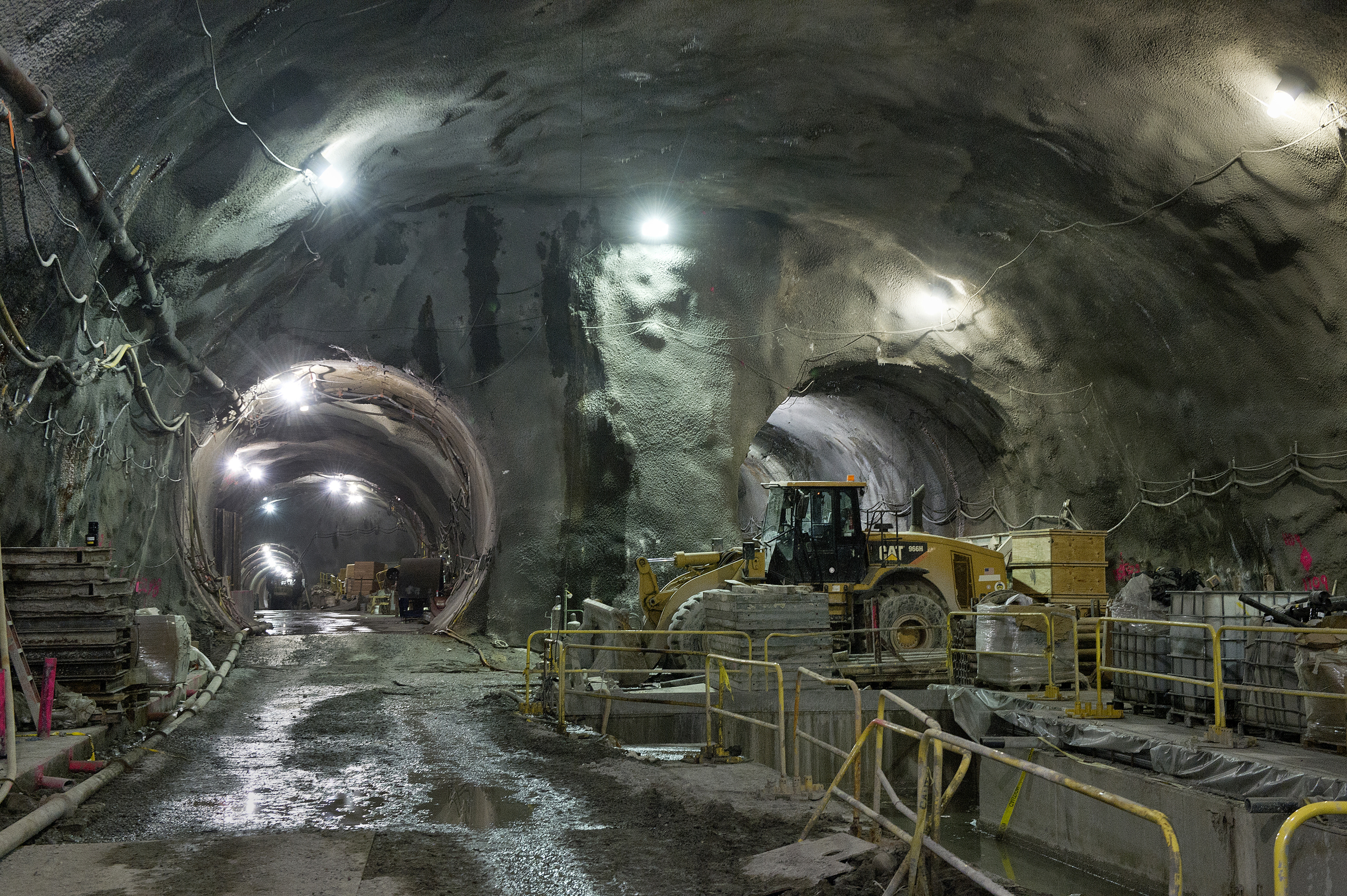
Bahnhof 72nd Street im Jahr 2012
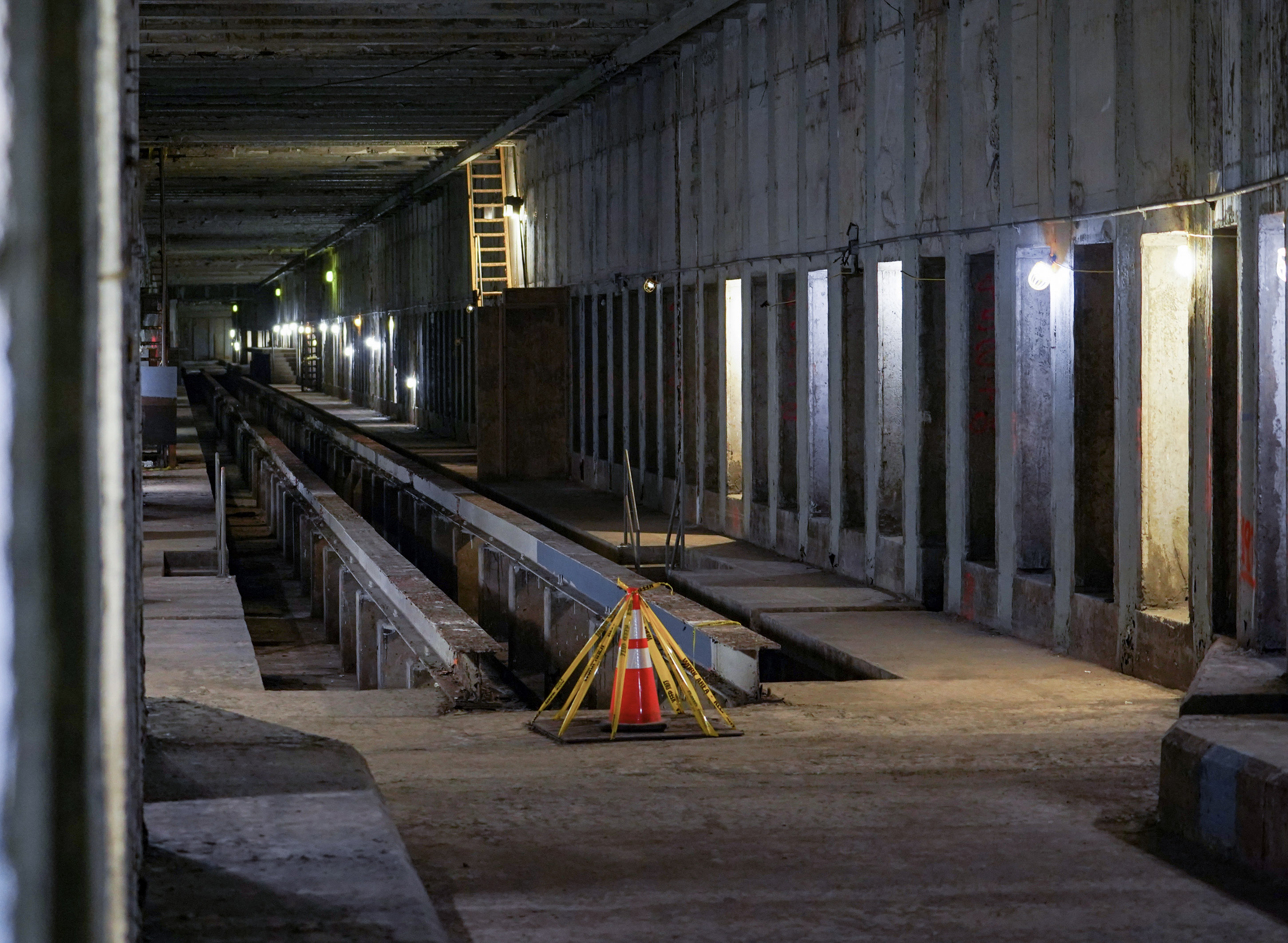
Tunnelrohbau aus den 1970er Jahren zwischen 110. und 120. Straße